# Barnardillo wareni
Barnardillo wareni är en kräftdjursart som först beskrevs av Walter E. Collinge 1917.  Barnardillo wareni ingår i släktet Barnardillo och familjen Armadillidae. Inga underarter finns listade i Catalogue of Life.